# الرباط الحموي
الرباط الحموي هو أحد المعالم المعمارية الإسلامية الواقعة في البلدة القديمة من القدس، تحديدًا عند باب القطانين، أحد أبواب المسجد الأقصى المبارك. يُعتقد أن تسميته تعود إلى مدينة حماة السورية، مما يشير إلى ارتباطه بأشخاص أو وقف من تلك المدينة.

## الوظيفة والدور الاجتماعي
خلال العصور الإسلامية، لا سيما في العهدين المملوكي والعثماني، كانت الرباطات مؤسسات تؤدي وظائف اجتماعية ودينية متعددة، منها إيواء الفقراء والحجاج وطلبة العلم، فضلًا عن توفير بيئة للتعبد والتصوف. ويُعتقد أن الرباط الحموي كان يقوم بمثل هذه الأدوار، خاصة في رعاية الأرامل.

## الأهمية المعمارية والثقافية
يمثل الرباط الحموي جزءًا من النسيج المعماري الإسلامي للقدس، ويعكس الدور الاجتماعي والديني للوقف الإسلامي في المدينة. ويسهم توثيق هذه المعالم في الحفاظ على التراث الثقافي الفلسطيني في ظل التهديدات المختلفة التي تواجهها معالم القدس التاريخية.